# Kech (Distrikt)
Der Distrikt Kech (Urdu ضلع کیچ), bis 1996 Distrikt Turbat, ist ein Verwaltungsdistrikt in Pakistan in der Provinz Belutschistan. Sitz der Distriktverwaltung ist die Stadt Turbat, die zweitgrößte Stadt Belutschistans. Kech gilt als Zentrum der Region Makran.
Der Distrikt hat eine Fläche von 22.539 km² und nach der Volkszählung von 2017 909.116 Einwohner. Die Bevölkerungsdichte beträgt 40 Einwohner/km².

## Geografie
Kech liegt im Südwesten der Provinz Belutschistan. Die angrenzenden Distrikte sind Awaran im Osten, Gwadar im Süden und Pandjur im Norden. Im Westen grenzt Kech an die iranische Provinz Sistan und Belutschistan. Das Gebiet des Distrikts setzt sich aus Ebenen, Bergen und Tälern zusammen. Die Höhe über dem Meeresniveau variiert zwischen etwa 100 und 1.400 m. Im Süden wird der Distrikt vom Makran-Küstengebirge begrenzt, das die Grenze zum Distrikt Gwadar bildet. Im Norden bildet das zentrale Makran-Gebirge die Grenze zum Distrikt Panjgur. Die mittlere Höhe nimmt von Westen nach Osten zu. Zu den wichtigsten Flüssen und Bächen des Kech-Distrikts gehören Dasht, Nihing und Basol, sowie die Gewässer Kechkaur, Gishkaur und Kilkaur.

## Klima
Das Klima in Kech ist im Sommer heiß und im Winter mild. Die Sommersaison dauert von März bis November, wobei der Juni der heißeste Monat ist, in dem die Temperatur auf bis zu 44 °C ansteigen kann. Die Wintersaison dauert von Dezember bis Februar, mit dem Januar als kältestem Monat. Im Winter weht ein kühler Nord- und Nordostwind (Goreech).
|                       | Jan | Feb | Mär | Apr | Mai | Jun | Jul | Aug | Sep | Okt | Nov | Dez |   |      |
| Mittl. Tagesmax. (°C) | 22  | 27  | 37  | 39  | 44  | 44  | 41  | 39  | 41  | 40  | 32  | 28  | ⌀ | 36,2 |
| Mittl. Tagesmin. (°C) | 10  | 10  | 16  | 21  | 25  | 27  | 26  | 24  | 24  | 22  | 17  | 12  | ⌀ | 19,5 |
|                       |     |     |     |     |     |     |     |     |     |     |     |     |   |      |
| Niederschlag (mm)     | 23  | 12  | 0   | 0   | 0   | 3   | 0   | 7   | 0   | 0   | 0   | 32  | Σ | 77   |

| 10 |

| 10 |

| 16 |

| 21 |

| 25 |

| 27 |

| 26 |

| 24 |

| 24 |

| 22 |

| 17 |

| 12 |

| 10 |

| 10 |

| 16 |

| 21 |

| 25 |

| 27 |

| 26 |

| 24 |

| 24 |

| 22 |

| 17 |

| 12 |

## Geschichte

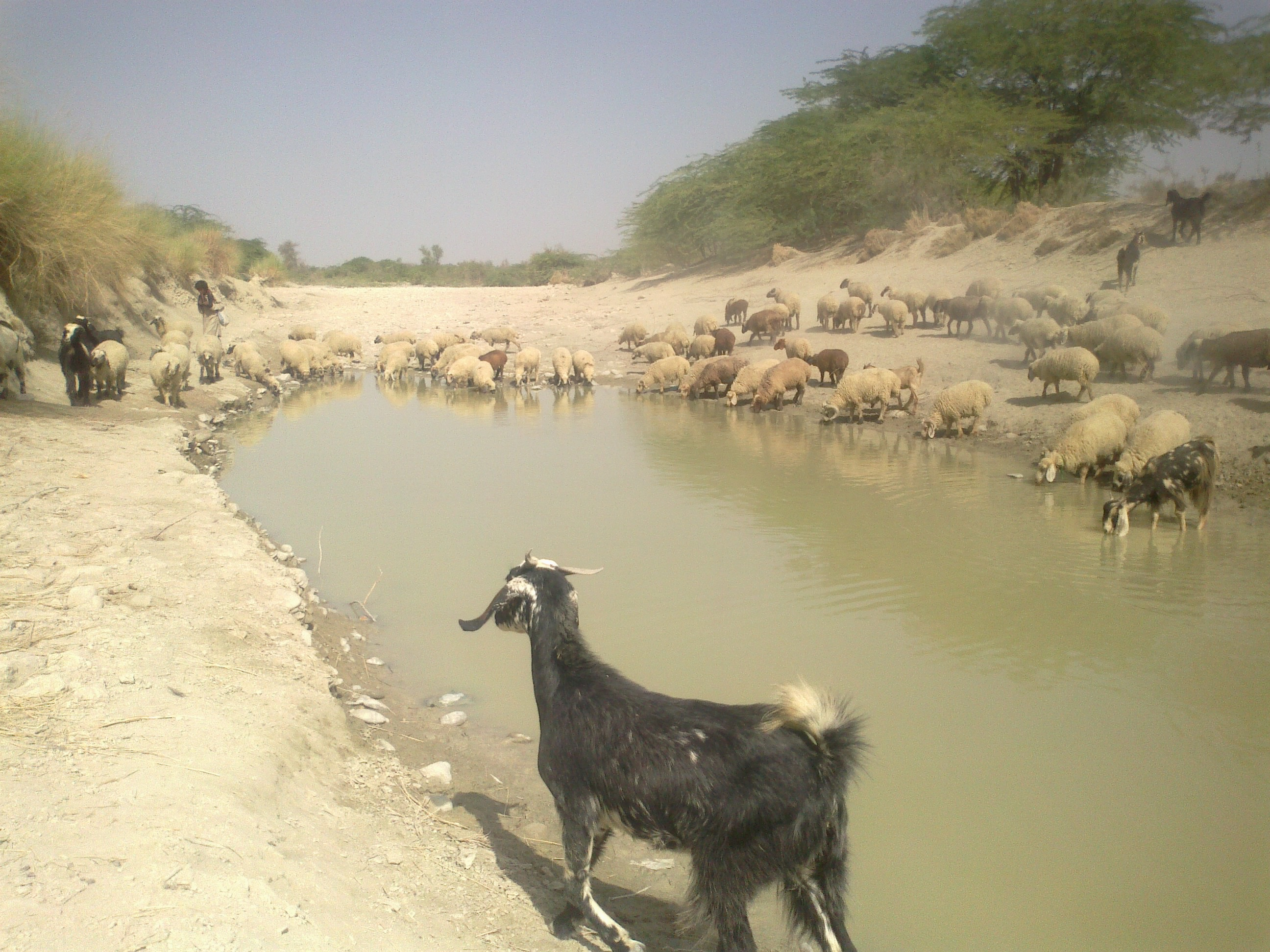
Landschaftsimpression

Kech bildet das soziale, geographische und politische Zentrum der Region Makran. In der Antike gehörte das Gebiet zur Region Gedrosien, die von verschiedenen iranischen Königen regiert wurde. Im Jahr 325 v. Chr. durchzog ein Armeekontingent Alexanders des Großen das Gebiet in Richtung Westen. Der Historiker Arrian beschrieb das Land als extrem heiß, von Sand bedeckt und für die menschliche Besiedlung ungeeignet. Nach Alexanders Tod erbte dessen General Seleukos Nikator den Ostteil des Reiches. Er verlor die Region im Jahr 303 v. Chr. an Chandragupta Maurya. Im Rahmen der islamischen Expansion kam Makran im 7. bis 8. Jahrhundert unter islamische Herrschaft. Islamische Geographen wie Ibn Hauqal, Ibn Chordadhbeh, al-Istachrī und al-Idrisi beschrieben die Region als zum größten Teil aus Wüste bestehend. In den folgenden Jahrhunderten erlebte die Region zwar vielfache Invasionen und Herrscherwechsel (u. a. Seldschuken, Ghaznawiden, Ghuriden und Mongolen). Die Eroberer beließen jedoch die Verwaltung des unwirtlichen Landes in den Händen einheimischer Eliten. In der zweiten Hälfte des 19. Jahrhunderts kam die heutige Provinz Belutschistan in Form von mehreren Fürstenstaaten zu Britisch-Indien. Nach dem Ende der britischen Herrschaft 1947 schlossen sich diese Pakistan an.
Der Distrikt Kech entstand am 1. Juli 1977, als Makran zu einer Division, bestehend aus den drei Distrikten Panjgur, Turbat und Gwadar erklärt wurde. 1995 wurde der Distrikt Turbat in Kech umbenannt.
Im Distrikt sind belutschische militante Separatisten aktiv.

## Verwaltungsgliederung
Der Distrikt ist administrativ in sechs Tehsil unterteilt (Buleda, Turbat, Mand, Dasht, Tump, Malik Abad).

## Demografie
| Jahr | Einwohnerzahl |
| ---- | ------------- |
| 1998 | 413.204       |
| 2017 | 909.116       |

Zwischen 1998 und 2017 wuchs die Bevölkerung um jährlich 4,23 % und damit sehr schnell. Von der Bevölkerung leben ca. 33 % in städtischen Regionen und ca. 67 % in ländlichen Regionen. In 138.403 Haushalten leben 494.443 Männer, 414.663 Frauen und 10 Transgender, woraus sich ein Geschlechterverhältnis von 119,2 Männer pro 100 Frauen ergibt und damit einen für Pakistan typischen Männerüberschuss.
Die große Mehrheit der Bevölkerung sind sunnitische Muslime. Angehörige der Zikri-Sekte bilden eine Minderheit, die in der Stadt Turbat ihre religiösen Rituale praktiziert. Die Bewohner Kechs gelten in ihren religiösen Haltungen als für pakistanische Verhältnisse relativ liberal.

## Wirtschaft

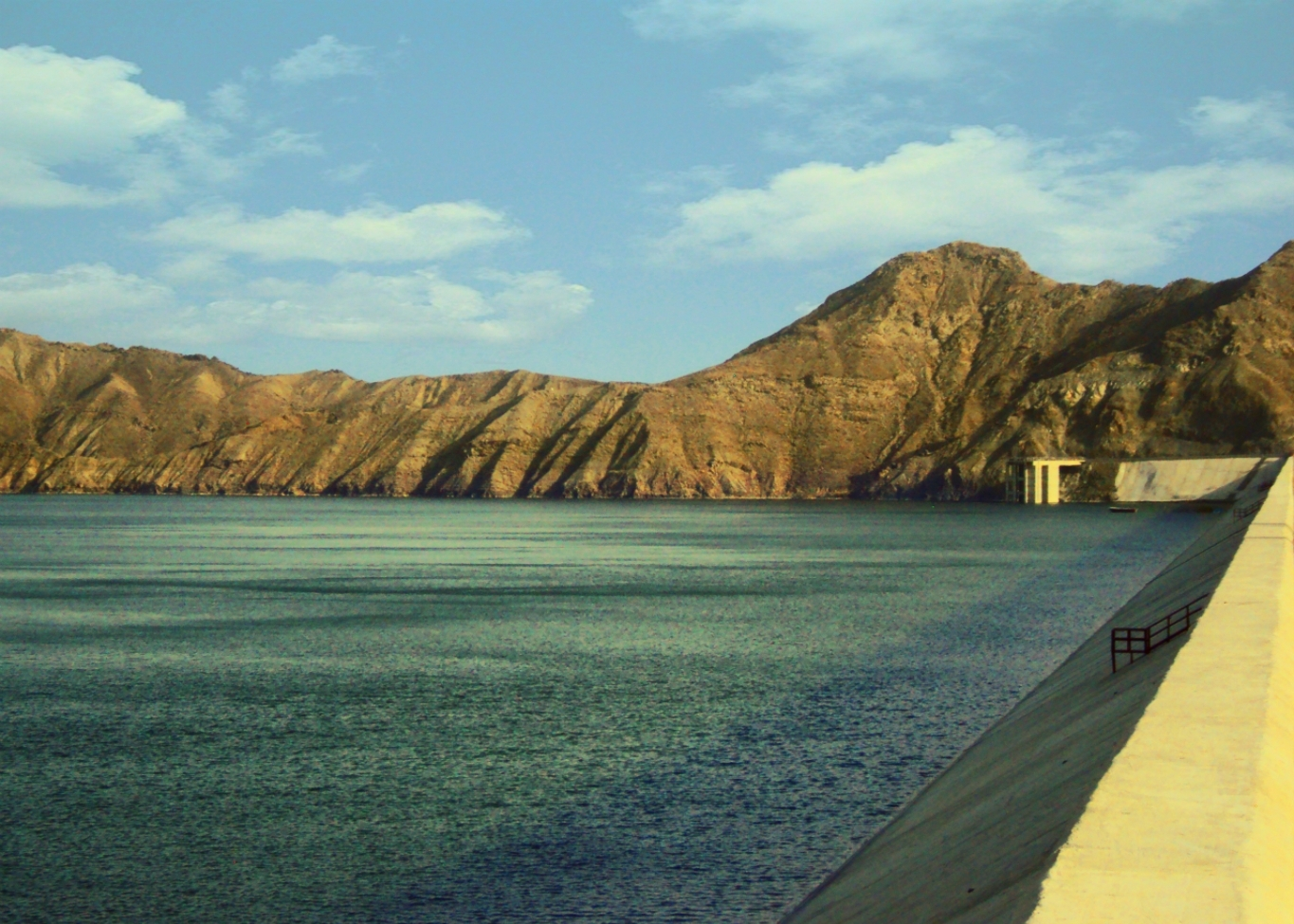
Mirani-Damm

Es werden zwei Anbausaisons unterschieden: Rabi-Kulturen (Weizen, Gerste, Gemüse; Aussaat im Winter oder Frühsommer und Ernte im Spätsommer) und Kharif-Kulturen: Mungbohnen, Mattenbohnen, diverse Früchte (Datteln, Melonen, Granatapfel, Trauben, Mangos, Zitrusfrüchte, Banane, Guave, Papaya), Zwiebeln, Gemüse, Futtermittel, Baumwolle, Kichererbsen. An Nutztieren werden vor allem Ziegen und Geflügel gehalten.
Im Distrikt befindet sich etwa 40 km westlich von Turat gelegen der 2002 bis 2007 errichtete Mirani-Damm, der den Fluss Dasht aufstaut und vor allem der Bewässerung und der Wasserversorgung der Stadt Gwadar dient.